# 侧珠灰蝶属
侧珠灰蝶属（学名：Paralycaeides）是灰蝶科的一属。

## 下属物种
本属包括以下物种：
- Paralycaeides inconspicua (Draudt, 1921)
- Paralycaeides vapa